# Kip Carpenter

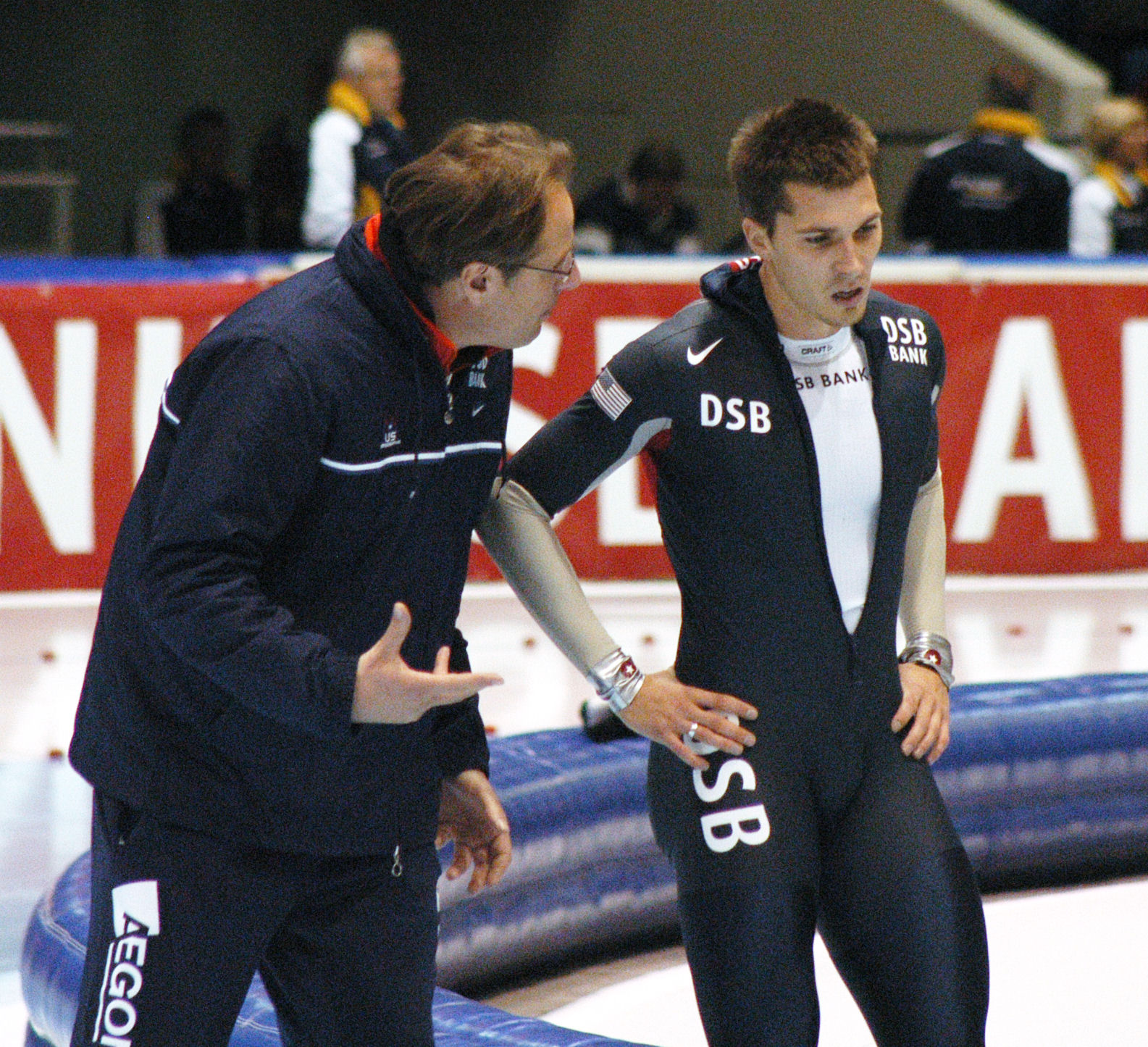
Kip Carpenter mit seinem Trainer Jac Orie (2007)

Kip Carpenter (* 30. April 1979 in Kalamazoo, Michigan) ist ein auf Kurzstrecken spezialisierter, US-amerikanischer Eisschnellläufer.
Kip Carpenter läuft seit Ende Februar 1999 im Weltcup. Nach etlichen guten Plätzen im B-Weltcup wurde er im Januar 2000 erstmals in A-Läufen eingesetzt und erreichte auf Anhieb einen 15. Platz im 500-Meter-Sprint von Butte. Häufig lief er im Weltcup in die Top 10. Seine beste Platzierung war ein zweiter Platz über 500 Meter beim Weltcup 2004 im chinesischen Harbin. 2002/03 und in der folgenden Saison war er Neunter im Gesamtweltcup über 500 Meter, über 100 Meter in der Saison 2003/04 sogar Sechster.
Seinen größten Erfolg feierte er 2002 bei den Olympischen Spielen von Salt Lake City, wo er über die 500-Meter-Strecke die Bronzemedaille gewann und über die 1000 Meter Vierter wurde. Bei der Sprintmehrkampf-Weltmeisterschaft 2004 in Nagano wurde er Fünfter. Er nahm zwar auch 2006 an den Olympischen Spielen teil, kam aber über 500 Meter nicht über einen 26. Rang hinaus. Zweimal war Carpenter US-Meister (2005 im Sprintmehrkampf, 2006 über 1000 Meter), fünf Mal Vizemeister und viermal Dritter.

## Eisschnelllauf-Weltcup-Platzierungen
| Platzierung | 100 m | 500 m | 1000 m | 1500 m | 3000 m | 5000 m | 10000 m | Team |
| ----------- | ----- | ----- | ------ | ------ | ------ | ------ | ------- | ---- |
| 1. Platz    |       |       |        |        |        |        |         |      |
| 2. Platz    |       | 1     |        |        |        |        |         |      |
| 3. Platz    |       | 1     | 3      |        |        |        |         |      |
| Top 10      |       | 31    | 26     |        |        |        |         |      |

(Stand: 14. August 2008)